# Башко Андрій Олександрович
Андрій Олександрович Башко (біл. Андрэй Аляксандравіч Башко; 23 травня 1982, м. Мінськ, СРСР) — білоруський хокеїст, захисник. Виступає за Гомель у Білоруській Екстралізі.
Вихованець хокейної школи «Юність» (Мінськ). Виступав за «Юність» (Мінськ), «ХК Могильов», «Керамін» (Мінськ), «Металург» (Новокузнецьк), «Динамо» (Мінськ), «Металург» (Жлобин), «Амур» (Хабаровськ), «Шахтар» (Солігорськ).
У складі національної збірної Білорусі провів 74 матчі (8 голів, 13 передач); учасник чемпіонатів світу 2005, 2008 і 2009. У складі молодіжної збірної Білорусі учасник чемпіонатів світу 2000 (група B), 2001 і 2002. У складі юніорської збірної Білорусі учасник чемпіонату світу 2000.
Досягнення
- Чемпіон СЄХЛ (2003, 2004)
- Чемпіон Білорусі (2002, 2007), срібний призер (2000, 2001, 2003, 2004, 2005, 2010)
- Володар Кубка Білорусі (2002), фіналіст (2003, 2004-травень)
- Володар Континентального кубка (2011)
- Володар Кубка Шпенглера (2009).